# Xenopholis werdingorum
Xenopholis werdingorum — вид змій родини полозових (Colubridae). Мешкає в Болівії і Бразилії.

## Поширення і екологія
Xenopholis werdingorum поширені в департаменті Санта-Крус на сході Болівії, а також в сусідніх районах Бразилії. Вони живуть в саванах серрадо і вологих тропічних лісах Пантаналу, серед опалого листя, на висоті від 150 до 550 м над рівнем моря. Ведуть нічний спосіб життя.